# Onoserideae
Onoserideae je tribus glavočika iz potporodice  Mutisioideae. Postoji osam rodova

## Rodovi
1. Onoseris Willd. (32 spp.)
2. Lycoseris Cass. (11 spp.)
3. Chucoa Cabrera (1 sp.)
4. Paquirea Panero & S. E. Freire (1 sp.)
5. Aphyllocladus Wedd. (4 spp.)
6. Plazia Ruiz & Pav. (4 spp.)
7. Urmenetia Phil. (1 sp.)
8. Gypothamnium Phil. (1 sp.)